# 5 سبتمبر
- السبت
- الأحد
- الاثنين
- الثلاثاء
- الأربعاء
- الخميس
- الجمعة

- 307 ربيع الأول 1447  هـ
- 318 ربيع الأول 1447  هـ
- 19 ربيع الأول 1447  هـ
- 210 ربيع الأول 1447  هـ
- 311 ربيع الأول 1447  هـ
- 412 ربيع الأول 1447  هـ
- 513 ربيع الأول 1447  هـ
- 614 ربيع الأول 1447  هـ
- 715 ربيع الأول 1447  هـ
- 816 ربيع الأول 1447  هـ
- 917 ربيع الأول 1447  هـ
- 1018 ربيع الأول 1447  هـ
- 1119 ربيع الأول 1447  هـ
- 1220 ربيع الأول 1447  هـ
- 1321 ربيع الأول 1447  هـ
- 1422 ربيع الأول 1447  هـ
- 1523 ربيع الأول 1447  هـ
- 1624 ربيع الأول 1447  هـ
- 1725 ربيع الأول 1447  هـ
- 1826 ربيع الأول 1447  هـ
- 1927 ربيع الأول 1447  هـ
- 2028 ربيع الأول 1447  هـ
- 2129 ربيع الأول 1447  هـ
- 2230 ربيع الأول 1447  هـ
- 231 ربيع الآخر 1447  هـ
- 242 ربيع الآخر 1447  هـ
- 253 ربيع الآخر 1447  هـ
- 264 ربيع الآخر 1447  هـ
- 275 ربيع الآخر 1447  هـ
- 286 ربيع الآخر 1447  هـ
- 297 ربيع الآخر 1447  هـ
- 308 ربيع الآخر 1447  هـ
- 19 ربيع الآخر 1447  هـ
- 210 ربيع الآخر 1447  هـ
- 311 ربيع الآخر 1447  هـ

5 سبتمبر أو 5 أيلول أو يوم 5 \ 9 (اليوم الخامس من الشهر التاسع) هو اليوم الثامن والأربعون بعد المئتين (248) من السنوات البسيطة، أو اليوم التاسع والأربعون بعد المئتين (249) من السنوات الكبيسة وفقًا للتقويم الميلادي الغربي (الغريغوري). يبقى بعده 117 يوما لانتهاء السنة.

## أحداث
- 635 - نجاح المسلمين بقيادة أبو عبيدة بن الجراح، وخالد بن الوليد بفتح مدينة دمشق، بعد حصار شديد دافع فيه الروم عن المدينة، ولكن ذلك لم يمنع من سقوطها وطلبهم الصلح، بعد أن اشتد خالد في الحصار، فأجابهم أبو عبيدة إلى الصلح.
- 1113 - اغتيال الأمير السلجوقي مودود بن التونتكين حاكم الموصل، في صحن الجامع الأموي بمدينة دمشق.
- 1666 -
  - خمود حريق لندن الكبير الذي دمر ما يربو على 10 آلاف بناية من بينها كاتدرائية القديس بولس ونجمت عنه وفاة 16 شخصًا فقط.
  - القيصر بطرس الأول يفرض على جميع الرجال باستثناء رجال الدين والفلاحين ضريبة على اللحى في محاولة للتشبه بالغرب.
- 1725 - الملك لويس الخامس عشر ملك فرنسا يتزوج من ماريا ليزينسكا ابنة ملك بولندا.
- 1860 - إنجلترا وفرنسا والنمسا وبروسيا وروسيا يتفقون على استقلال سوريا.
- 1905 انتهاء الحرب الروسية اليابانية بتوقيع معاهدة بورتسموث.
- 1909 - المستكشف الأمريكي روبرت بيري يصل إلى القطب الشمالي.
- 1925 - الملك فؤاد يقيل عبد العزيز فهمي من وزارة الحقانية بسبب كتاب علي عبد الرازق، وبعدها قدم توفيق دوس وعلي علوبة باستقالتيهما احتجاجًا.
- 1939 - الولايات المتحدة تعلن حيادها في الحرب العالمية الثانية.
- 1944 - قوات الحلفاء تحرر العاصمة البلجيكية بروكسل.
- 1950 - الجمعية التأسسية السورية تُقر الدستور الجديد للبلاد وتعيد انتخاب هاشم الأتاسي كرئيس لسوريا.
- 1951 - الملك طلال بن عبد الله بن الحسين يتولى العرش في الأردن بعد اغتيال والده الملك عبد الله في القدس في عملية نجى منها ابنه الأكبر الأمير الحسين بأعجوبة.
- 1960 - محمد علي كلاي يفوز بالميدالية الذهبية في دورة الألعاب الأولمبية بمدينة روما، وكانت تلك بداية الشهرة العالمية التي أحرزها، ولكنْ باسمه الأصلي آنذاك كاسيوس وليس محمد علي الذي اكتسبه بعد إشهار إسلامه.
- 1964 - انعقاد مؤتمر الإسكندرية بقصر المنتزه بالإسكندرية، بحضور أربعة عشر قائداً عربياً. وصدر عن المؤتمر بيان ختامي تضمن مجموعة من القرارات والتوصيات المشتركة الهامة.
- 1972 - فدائيون فلسطينيون من منظمة أيلول الأسود يهاجمون مقر البعثة الإسرائيلية المشاركة في دورة الألعاب الأولمبية المقامة في ميونخ، ويقتلون رياضي إسرائيلي ويحتجزون 13 آخرين، وهو ما عرف باسم عملية ميونخ.
- 1973 - افتتاح مؤتمر حركة عدم الانحياز الرابع في الجزائر.
- 1977 - إطلاق المسبار الفضائي فوياجر 1.
- 1978 - بدء مباحثات كامب ديفيد والتي استمرت حتى السابع عشر من ذات الشهر وأسفرت عن توقيع اتفاقيتين بين مصر وإسرائيل.
- 1979 - عقد لقاء قمة بين الرئيس المصري محمد أنور السادات ورئيس وزراء إسرائيل مناحم بيجن في القاهرة.
- 1981 - الرئيس المصري محمد أنور السادات يصدر قرار باعتقال جميع القيادات السياسية والصحفية والدينية والطلابية بجميع انتماءاتها ومراكزها وأعمارها وعددهم 1530 شخص، كما إمر بإغلاق كل الصحف غير الحكومية، وقد أسمت المعارضة هذه القرارات بقرارات سبتمبر السوداء.
- 1982 - عودة مركبة الفضاء الأمريكية تشالنجر بعد 6 أيام من انطلاقها إلى الفضاء.
- 1987 -
  - الطائرات الإسرائيلية تغير على قواعد الفدائيين قرب مدينة صيدا في لبنان وتقتل وتصيب 100.
  - إيران تطلق صاروخ «أرض / أرض» على الكويت أدى إلى وقوع خسائر فادحة.
  - بدء محاكمة الشاب الألماني ماتياس روست الذي اخترق حرمة أجواء الإتحاد السوفيتي على متن طائرة رياضية خفيفة حط فيها على الساحة الحمراء في قلب العاصمة موسكو.
- 1988 - العثور على موقع أثري في لندن يعود إلى عام 1500 قبل الميلاد بداخله كمية من النباتات والحشرات والعظام.
- 1994 - الزعيم الأفريقي نيلسون مانديلا يصبح أول رئيس من العرق الأسود لجمهورية جنوب أفريقيا.
- 1997 - عملية إنزال للجيش الإسرائيلي قرب بلدة أنصارية في جنوب لبنان تصدت لها المقاومة اللبنانية والجيش اللبناني وأدت إلى سقوط 12 قتيلاً إسرائيليًا.
- 2001 - مصرع 129 شخص من مشجعي كرة القدم في غانا نتيجة شغب في ملعب أكرا الرياضي.
- 2003 - الجيش الإسرائيلي يغتال محمد عبد الرحيم الحنبلي القائد العسكري الفلسطيني، والمهندس الخامس بكتائب القسام بعد حصار واشتباك مسلح معه دام نحو 14 ساعة.
- 2009 - جاكوب زوما يؤدي اليمين الدستورية رئيساً لجمهورية جنوب أفريقيا.
- 2012 - انفجار ترسانة أفيون قره حصار في تركيا.
- 2013 - اكتشاف تامو ماسيف، أكبر بركان في العالم في شمال غرب المحيط الهادئ.
- 2017 - الجيش السوري ينجح بفك الحصار الذي ضربه تنظيم داعش لأكثر من ثلاث سنوات عن مدينة دير الزور.
- 2020 - الحكومة السودانية تُعلن حالة الطوارئ وإعلان السودان منطقة كوارث طبيعية إثر مقتل 101 شخص وتشريد ما يزيد عن 100 ألف آخرين جراء الفيضانات التي اجتاحت البلاد.
- 2021 - انقلاب عسكري في غينيا بقيادة مامادي دومبوي، وحل حكومة الرئيس ألفا كوندي وتعطيل العمل بالدستور.
- 2022 - مصرع 65 شخصًا وإصابة 250 آخرين إثر وقوع زلزال ضرب منطقة لودينغ في الصين بلغت قوته 6.8 بمقياس ريختر.

## مواليد
- 973 - أبو الريحان البيروني، عالم مسلم في الجغرافيا والرياضيات والصيدلة.
- 1638 - الملك لويس الرابع عشر، ملك فرنسا.
- 1806 - لويس لاموريسيير، جنرال فرنسي.
- 1847 - جيسي جيمس، زعيم عصابة أمريكي.
- 1876 -
  - عبد العزيز الثعالبي، سياسي تونسي.
  - فيلهلم ريتر فون ليب، عسكري ألماني.
- 1909 - عبلة بنت الطاهر، أميرة مغربية، أم الحسن الثاني.
- 1921 - الملكة فريدة الزوجة الأولى للملك فاروق الأول وملكة مصر بين عامي 1938 و1948
- 1926 - الأمير مشعل بن عبد العزيز آل سعود، رئيس هيئة البيعة السعودية.
- 1927 - بول فولكر، رئيس مجلس الاحتياط الفيدرالي.
- 1938 - أسعد فضة، ممثل سوري.
- 1939 - جورج لازينبي، ممثل أسترالي.
- 1942 - أحمد بن عبد العزيز آل سعود، أمير سعودي.
- 1942 - فرنر هرتزوغ، مخرج سينمائي ألماني.
- 1946 -فريدي ميركوري عضو فرقة كوين
- 1949 - سامي الذيب مفكر سويسري فلسطيني
- 1951 -
  - بول برايتنر، لاعب كرة قدم ألماني.
  - مايكل كيتون، ممثل أمريكي.
- 1960 - عبد الله عبد الله، سياسي أفغاني.
- 1967 -
  - عمرو خالد، داعية إسلامي مصري.
  - ماتياس زامر، لاعب ومدرب كرة قدم ألماني.
- 1969 - ليوناردو أرواخو، لاعب كرة قدم برازيلي.
- 1973 - روز مكغوان، ممثلة أمريكية.
- 1975 - جورج بواتنغ، لاعب كرة قدم هولندي.
- 1976 -
  - رولا شامية، ممثلة لبنانية.
  - مشاري العفاسي، قارئ للقرآن ومنشد إسلامي كويتي.
- 1977 - جوسيبا إتشبيريا، لاعب كرة قدم إسباني.
- 1979 -
  - لمياء طارق، ممثلة مصرية تعيش في الكويت.
  - جون كارو، لاعب كرة قدم نرويجي.
- 1981 - فيليبو فولاندري، لاعب كرة مضرب إيطالي.
- 1982 - أليكس جيخو، لاعب كرة قدم إسباني.
- 1983 - بابلو غرانوتشي، لاعب كرة قدم الأوروغواياني.
- 1986 - نجلاء الخمري، ممثلة سورية.
- 1988 - نوري شاهين، لاعب كرة قدم تركي.

## وفيات
- 1113 - مودود بن التونتكين أمير سلجوقي وحاكم الموصل.
- 1548 - كاثرين بار، الزوجة السادسة لهنري الثامن ملك إنجلترا.
- 1566 - السلطان سليمان القانوني، سلطان عثماني.
- 1848 - محمد عبد الوهاب الجندي، فقيه مسلم وشاعر وناثر سوري.
- 1853 - جورج دبنج، كاتب ومؤرخ فرنسي.
- 1857 - أوغست كونت، عالم اجتماع وفيلسوف فرنسي.
- 1890 - إنجي هانم، الزوجة الأولى للخديوي سعيد.
- 1906 - لودفيغ بولتزمان، عالم فيزياء وفيلسوف نمساوي.
- 1910 - جوليان إدواردز، موسيقي إنجليزي.
- 1924 - طاهر بن عمر سنبل، طبيب حجازي.
- 1931 - توفيق أرسلان، سياسي وإداري لبناني.
- 1948 - دوغلاس جيلفيلان، محامي وعالم نبات جنوب أفريقي.
- 1974 - عبد الحميد شومان، رجل أعمال أردني.
- 1979 - حسني زيد الكيلاني، شاعر أردني.
- 1983 - سلمان فارس جابر، صحفي ومدرس وشاعر لبناني.
- 1993 -
  - محمد الخرافي، اقتصادي وسياسي كويتي.
  - كلود رينوار، مصور سينمائي فرنسي.
- 1997 - الأم تريزا، راهبة هندية من أصل ألباني حاصلة على جائزة نوبل للسلام عام 1979.
- 2003 - محمد عبد الرحيم الحنبلي قائد عسكري فلسطيني في كتائب القسام.
- 2013 - روشوس ميش أحد آخر اثنين على قيد الحياة ممن عملوا مع الزعيم الألماني أدولف هتلر.
- 2015 - شاندرا بهادور دانغي، أقصر إنسان في العالم.
- 2018 - ماكدة مورة، ممثلة سورية.
- 2020 -
  - يوسف والي، أحد قيادات الحزب الوطني الديمقراطي ووزير زراعة مصري.
  - محمد هيثم الخياط، طبيب ومعجمي سوري.

## أعياد ومناسبات
- يوم المعلم في الهند.
- عيد القديسة الأم تريزا.

## وصلات خارجية
- وكالة الأنباء القطريَّة: حدث في مثل هذا اليوم.
- النيويورك تايمز: حدث في مثل هذا اليوم.
- BBC: حدث في مثل هذا اليوم.